# Baymax
Baymax (ベイマックス, Beimakkusu, Big Hero 6 en anglais) est un shōnen manga de Kentarō Ueno réalisé en collaboration avec Walt Disney Company. Il est prépublié entre août 2014 et mars 2015 dans le Magazine Special, et est publié par l'éditeur Kōdansha en deux volumes reliés entre décembre 2014 et avril 2015. La version française est éditée par Pika Édition en deux tomes entre février 2015 et juillet 2015.
Le manga est inspiré du long-métrage d'animation des studios Disney, Les Nouveaux Héros, sorti en 2014 aux États-Unis, lui-même inspiré de l'équipe de super-héros Big Hero 6 provenant de l'univers Marvel. Le titre du manga provient du nom de l'un des personnages principaux, le robot-soignant Baymax. Il s'agit d'une histoire alternative à celle du film d'animation.

## Synopsis
Hiro, un jeune garçon de 14 ans, se retrouve à l'université de San Fransokyo alors qu'il n'a que 14 ans. Son seul but dans la vie est de créer des inventions en compagnie de son frère qui se trouve dans la même classe que lui, même s'il est plus grand. À l'inverse de Hiro, Tadashi est un jeune homme qui cherche à rendre les gens heureux grâce à ses inventions. Depuis la mort de leur père dans un accident de voiture, Tadashi s'est promis de toujours protéger sa mère et son petit frère. Malheureusement, le jeune homme va vite disparaître et être déclaré mort. Hiro tient responsable un mystérieux homme masqué. Il décide alors de tout faire pour retrouver son frère, persuadé qu'il est encore en vie. Pour cela, il va demander l'aide des amis de son grand frère. Entre colère et tristesse, le jeune Hiro devra faire attention à ne pas sombrer. Pour l'accompagner, il aura aussi Baymax, la dernière invention de Tadashi. Le robot confectionné pour être un assistant de santé personnel accompagnera donc Hiro dans sa quête.

## Personnages
Baymax : Robot soignant.
Hiro : Jeune adolescent avec de grandes capacités intellectuelles.

## Liste des volumes
| no | Japonais         | Japonais          | Français         | Français          |
| no | Date de sortie   | ISBN              | Date de sortie   | ISBN              |
| --- | ---------------- | ----------------- | ---------------- | ----------------- |
| 1 | 17 décembre 2014 | 978-4-06-395276-6 | 4 février 2015   | 978-2-8116-2125-4 |
| Liste des chapitres : Chapitre 1 : Le rêve de Hiro Chapitre 2 : Le vœu de Tadashi Chapitre 3 : L'inquiétude de Cassie Chapitre 4 : Le mystère Yôkai |                  |                   |                  |                   |
| 2 | 17 avril 2015    | 978-4-06-395375-6 | 1er juillet 2015 | 978-2-8116-2327-2 |
| Liste des chapitres : Chapitre 5 : Amour fraternel Chapitre 6 : Pour Abigail Chapitre 7 : Le cœur de Baymax Chapitre Final : L'ami de Hiro          |                  |                   |                  |                   |

### Édition japonaise
Kōdansha
1. 1 2  (ja) « Tome 1 »
2. 1 2  (ja) « Tome 2 »

### Édition française
Pika
1. 1 2  « Tome 1 »
2. 1 2  « Tome 2 »